# 18 Aquilae
18 Aquilae, som är stjärnans Flamsteed-beteckning, är en trippelstjärna belägen i den norra delen av stjärnbilden Örnen, som också har variabelbeteckningen Y Aquilae. Den har en kombinerad skenbar magnitud på ca 5,07 och är svagt synlig för blotta ögat där ljusföroreningar ej förekommer. Baserat på parallaxmätning inom Hipparcosuppdraget enligt Gaia Data Release 2 på ca 6,4 mas, beräknas den befinna sig på ett avstånd på ca 510 ljusår (ca 160 parsek) från solen. Den rör sig närmare solen med en heliocentrisk radialhastighet av ca -19 km/s.

## Egenskaper
Primärstjärnan 18 Aquilae A är en blå till vit jättestjärna  av spektralklass B8 III. Den har en radie som är ca 6 solradier och utsänder ca 500 gånger mera energi än solen från dess fotosfär vid en effektiv temperatur av ca 10 000 - 25 000 K.
Det inre stjärnparet i 18 Aquilae bildar en spektroskopisk dubbelstjärna med en kombinerad magnitud av 5,44 och en omloppsperiod på 1,30227 dygn. Eftersom omloppsplanet lutar nära siktlinjen från jorden bildar de en förmörkelsevariabel (E/KE), som har bolometrisk magnitud +5,02 och varierar med en period av 1,30227 dygn. Förmörkelsen av primärstjärnan orsakar en nedgång på 0,04 i magnitud, medan förmörkelsen av följeslagaren resulterar i en minskning med 0,03. Med en vinkelseparation av 0,310 bågsekunder ligger en tredje komponent av magnitud 6,39. 18 Aquilae har en stor egenrörelse på 29,7 ± 3,9 km/s i förhållande till angränsande stjärnor.